# Berghütte Makedonija

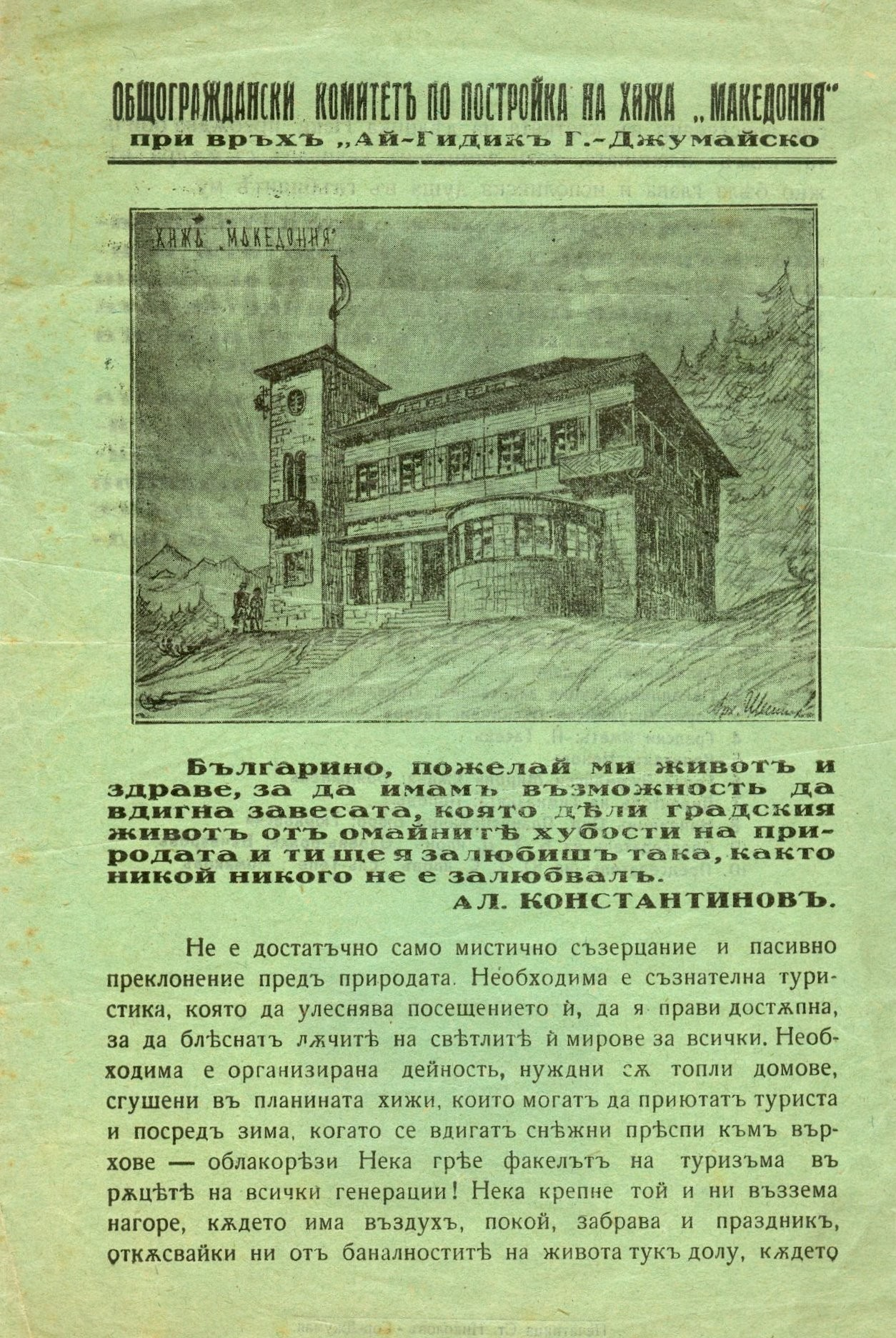
Spendenaufruf von Aleko Konstantinow zum Bau der Berghütte in Blagoewgrad; damals Gorna Dschumaja (1933)

Die Berghütte „Makedonija“ (bulgarisch хижа „Македония“; abgekürzt: х. Македония) ist eine Berghütte im Süd-West-Teil des Rila-Gebirges, das seinerseits im Südwesten Bulgariens liegt.
Die Berghütte liegt auf 2166 Metern in der Gegend Metschit prochod und hat eine Kapazität von 40 Betten (darunter ein Schlafsaal mit 24 Doppelstockbetten). Das Gebäude ist ein massiver, zweistöckiger Bau, der 1937 errichtet wurde. Die Berghütte „Makedonija“ ist ein Wegpunkt am Europäischen Fernwanderweg E4.
Die Hütte liegt unterhalb des Passes zwischen den Gipfeln Goljam Metschi wrach (bulg. Голям Мечи връх) und Malak Metschi wrach (bulg. Малък Мечи връх) – zu Deutsch etwa: Großer- bzw. Kleiner Bären-Durchgang. Bis 1980 trugen die Gipfel den türkischen Namen „Ajgidnik“ (bulg. Ай-гидик; ayi = Bär; gedik = Durchgang), das war der türkische Name für Metschit prochod. Das Wort Ai könnte jedoch auch seinen Ursprung im Thrakischen Wort Ai für Himmel oder Himmelsabschnitt haben.
Die ursprünglich unter dem Namen „Makedonija“ errichtete Berghütte wurde nach der Machtübernahme der Kommunisten (nach dem 9. September 1944) in „Stanoj Kremanski“  (bulgarisch Станой Крекмански) umbenannt, nach einer Partisanenabteilung, die in dieser Region gekämpft hatte (Partisanenbewegung in Bulgarien).

## Benachbarte Berghütten und Wanderrouten
- zum Rila-Kloster (über den Britschebor-Bergkamm) – ca. 10 Stunden Fußmarsch
- zum Rila-Kloster (an den Flüssen Radowitschka [ein linker Zufluss des Ilijan-Flusses] und Ilijna [ein linker Zufluss des Rila-Flusses ] entlang) – ca. 5 Stunden Fußmarsch
- zur Berghütte Fischseen – ca. 6 Stunden Fußmarsch
- zur Berghütte Grantschar – ca. 8 Stunden Fußmarsch
- zur Berghütte Tschakaliza – ca. 4 Stunden Fußmarsch
- zur Berghütte Semkowo – ca. 2,5 Stunden Fußmarsch
- zur Berghütte Dobarsko – ca. 2,5 Stunden Fußmarsch
- zur Berghütte Predela – ca. 7,5 Stunden Fußmarsch
- zur Berghütte Bodrost – ca. 2,5 Stunden Fußmarsch
- zur Berghütte Dobarsko (auf einer Schotterstraße) – ca. 2,75 Stunden Fußmarsch
- zur Berghütte Dobarsko (über den Bergkamm Dobro pole) – ca. 5 Stunden Fußmarsch
- zum Berggipfel Zarew – ca. 5 Stunden Fußmarsch
- zum Berggipfel German (2484 m) – ca. 1 Stunden Fußmarsch
- zum Berggipfel Malak Metschi wrach (2472 m) – ca. 1 Stunden Fußmarsch
- zum Berggipfel Goljam Metschi wrach (2618 m) – ca. 1,5 Stunden Fußmarsch
- zum Berggipfel Kukow (2411 m) – ca. 2 Stunden Fußmarsch
- zum Berggipfel markow kamak – ca. 4,5 Stunden Fußmarsch
- zur oberen Liftstation – ca. 4,5 Stunden Fußmarsch

## Ausgangspunkte für den Aufstieg zurBerghütte Makedonija
- von der Stadt Blagoewgrad über eine asphaltierte Landstraße 28 km bis zur Berghütte Bodrost, dann – ca. 2,5 Stunden Fußmarsch (markierter Pfad)
- von der Gegend „Bodrost“ mit der Kabinenseilbahn  „Kartala“ zum Gipfel Rawnez (2410 m) – 4,5  Stunden Fußmarsch
- von der Gegend Semkowo (16 km nördlich der Stadt Beliza) – ca. 2,5 Stunden Fußmarsch (markierter Pfad)
- von dem Dorf Dobarsko – ca. 4,5 Stunden Fußmarsch (markierter Pfad)